# Port Jefferson (New York)
Port Jefferson è un villaggio degli Stati Uniti d'America, situato nello stato di New York, nella contea di Suffolk.